# Championnat d'Italie de rink hockey 1933
Navigation
Division Nationale 1932 Division Nationale 1934
L'édition 1933 du Championnat d'Italie de rink hockey est la 12e édition de cette compétition. Elle a eu lieu à Rome di 28 eu 30 octobre 1933. Douze équipes y participe, se concluant par la victoire du Hockey Novara.

## Équipes participantes
- Milan Skating HC
- Amatori HC Roma
- FGC Monza
- SS Lazio
- Padova HC
- Mens Sana Siena 1871
- HC Roma
- FGC Novara
- Hockey Novara
- HC Monza
- Urbe Roma
- Bologna

## Compétition
Le championnat est divisé en trois groupes. À l'issue de cette phase, les deux équipes en tête de chaque groupe participe au tournoi final.
Les deux équipes arrivant premières de ce dernier championnat disputent une finale afin d'attribuer le titre.

### Tour final
| Rang | Équipe               | Pts | J | G | N | P | Bp | Bc | Diff |
| ---- | -------------------- | --- | - | - | - | - | -- | -- | ---- |
| 1    | Hockey Novara        |     |   |   |   |   |    |    |      |
| 2    | Milan Skating HC     |     |   |   |   |   |    |    |      |
| 3    | Padova HC            |     |   |   |   |   |    |    |      |
| 4    | Mens Sana Siena 1871 |     |   |   |   |   |    |    |      |
| 5    | HC Monza             |     |   |   |   |   |    |    |      |
| 6    | SS Lazio             |     |   |   |   |   |    |    |      |

### Finale
La finale se dispute le 30 octobre 1933, entre le Hockey Novara et le Milan Skating. Le Hockey Novara s'impose sur le score de 4-3.

### Composition de l'équipe championne
Hockey Novara: Angelo Grassi (it), Cioccala, Piero Drisaldi (it), Francesco Cestagalli (it), Fiorenzo Zavattaro (it), Genesi.

### Sources
- (it) Cet article est partiellement ou en totalité issu de l’article de Wikipédia en italien intitulé « Divisione Nazionale di hockey su pista 1933 » (voir la liste des auteurs).